# Krupnik
Krupnik, o Krupnikas com es diu a Lituània, és una beguda alcohòlica dolça tradicional a base de mel, popular a Polònia i Lituània. Les produccions industrials tenen un grau alcohòlic de 40%-50% però les tradicionals són de més de 80%. La mel, en particular mel de trèvol, és l'ingredient principal però també es fa amb més de 50 herbes diferents. La llegenda diu que el van crear monjos benedictins al monestir de Niaśviž. S'havia fet servir com desinfectant pels soldats polonesos de la Segona Guerra Mundial.